# Stylidium divaricatum
Stylidium divaricatum este o specie de plante dicotiledonate din genul Stylidium, familia Stylidiaceae, ordinul Asterales, descrisă de Otto Wilhelm Sonder. Conform Catalogue of Life specia Stylidium divaricatum nu are subspecii cunoscute.